# Literatura de las Islas Salomón
La literatura de las Islas Salomón comenzó en la década de 1960.

## Historia
El surgimiento de la literatura escrita de las Islas Salomón (a diferencia de la literatura oral ) tuvo lugar en el contexto del desarrollo de la literatura indígena de las islas del Pacífico en la región del Pacífico en su conjunto, a partir de fines de la década de 1960. En 1968, la fundación de la Universidad del Pacífico Sur en Suva supuso un estímulo para las aspiraciones literarias de los isleños del Pacífico.
Se establecieron cursos y talleres de escritura creativa . La Sociedad de Artes del Pacífico Sur se fundó en la Universidad en 1973 y publicó literatura de las islas del Pacífico (poesía y cuentos) en la revista Pacific Islands Monthly . En 1974, la Sociedad fundó la editorial Mana Publications, seguida en 1976 por la revista de arte y literatura Mana. La revista publicó las primeras antologías de poesía de las Islas Salomón.
Los escritores notables de las Islas Salomón incluyen a John Saunana y Celo Kulagoe.